# Колумбийско-украинские отношения
Колумбийско-украинские отношения — двусторонние дипломатические отношения между Колумбией и Украиной.

## История
27 мая 1992 года Республика Колумбия признала независимость Украины. Дипломатические отношения между двумя странами были установлены 18 августа 1992 года.
В 1998 году посол Колумбии в Республике Польша вручил президенту Украины Леониду Кучме верительные грамоты в качестве первого посла Колумбии на Украине по совместительству.
С января 2002 года началась деятельность почётного консульства Колумбии на Украине. В марте 2012 года официально начата деятельность почётного консульства Украины в Колумбии.
10 декабря 2007 года Палата представителей Колумбии осудила голод на Украине 1932—1933 годов как акт геноцида украинского народа (резолюция № 079 от 10 декабря 2007 года).
27 марта 2014 года колумбийская делегация проголосовала за резолюцию ГА ООН 68/262 «Территориальная целостность Украины».
2 апреля 2022 года президенты Зеленский и Дуке Маркес во время телефонного разговора договорились начать совместные экономические и оборонные проекты после войны на Украине, начавшейся в феврале 2022 года.

## Договорно-правовая база
- 18 августа 1992. Протокол об установлении дипломатических отношений между Украиной и Республикой Колумбия.
- 1 декабря 2000. Меморандум о взаимопонимании между МИД Украины и Колумбии.
- 25 октября 2004. Меморандум о взаимопонимании между Государственным департаментом финансового мониторинга, действующим в составе министерства финансов Украины и подразделением финансовой информации и анализа министерства финансов и общественного кредита Республики Колумбия о сотрудничестве в сфере обмена финансовыми сведениями, связанными с отмыванием денег.
- 15 июня 2006. Протокол о взаимном доступе на рынки товаров и услуг в рамках процесса вступления Украины в ВТО.
- 21 августа 2013 (вступило в силу 16 марта 2015). Соглашение между Кабинетом министров Украины и Правительством Республики Колумбия об освобождении от оформления виз граждан, пользующихся дипломатическими, служебными и/или официальными паспортами[3].
- 24 сентября 2019 (вступило в силу 17 апреля 2020). Соглашение между Кабинетом министров Украины и Правительством Республики Колумбия о взаимной отмене визовых требований для предъявителей обычных паспортов и других проездных документов.

## Визиты и встречи
- Сентябрь 1995. Встреча министра иностранных дел Украины Геннадия Удовенко с министром иностранных дел Колумбии Родриго Пардо Гарсия-Пеньей в ходе заседания 50-й сессии Генеральной Ассамблеи ООН (ГА ООН) в Нью-Йорке;
- Октябрь 1995. Участие официальной делегации во главе с премьер-министром Украины Евгением Марчуком в XI Конференции глав государств-членов Движения неприсоединения (Картахена, Колумбия);
- Февраль 1998. Встреча министра иностранных дел Украины Геннадия Удовенко в качестве председателя 52-й сессии ГА ООН с вице-президентом Колумбии Карлосом Лемос-Симмондсом (Брюссель);
- Март 2000. Встреча первого заместителя министра иностранных дел Украины Александра Чалого с президентом Колумбии Андресом Пастраной Аранго (Сантьяго);
- Декабрь 2000. Встреча первого заместителя министра иностранных дел Украины Александра Чалого с министром иностранных дел Колумбии Гильермо Фернандесом Де Сото (Мехико);
- Апрель 2003. Визит в Колумбию государственного секретаря МИД Украины Владимира Ельченко, в ходе которого состоялись первые в истории двусторонних отношений политические консультации на уровне заместителей глав внешнеполитических ведомств;
- Март 2004. Встреча министра иностранных дел Украины Константином Грищенко с вице-президентом Колумбии Франсиско Сантосом Кальдероном в ходе работы 60-й сессии Комиссии по правам человека ООН;
- Июнь 2004. Встреча членов украинской делегации с министром иностранных дел Колумбии Каролиной Барко в ходе работы Генеральной Ассамблеи Организации американских государств (Кито);
- Сентябрь 2005. Встреча министра иностранных дел Украины Бориса Тарасюка с министром иностранных дел Колумбии Каролиной Барко в рамках ГА ООН в Нью-Йорке;
- Январь 2010. Встреча министра иностранных дел Украины Петра Порошенко с министром иностранных дел Колумбии Хайме Бермудес в рамках Международной конференции по вопросам урегулирования ситуации в Афганистане;
- Сентябрь 2011. Встреча министра иностранных дел Украины Константина Грищенко с министром иностранных дел Колумбии Марией Анхелой Ольгин на сессии ГА ООН в Нью-Йорке;
- Октябрь 2011. Визит на Украину колумбийской правительственной делегации во главе с заместителем министра иностранных дел Колумбии по вопросам многостороннего сотрудничества П. Лондоньо-Харамильо;
- Август 2013. Первый в истории официальный визит в Колумбию министра иностранных дел Украины Леонида Кожары;
- Май 2016. Украинско-колумбийские политические консультации на уровне заместителей министров иностранных дел (в режиме видео-конференции);
- Март 2017. Визит в Колумбию делегации министерства экономического развития и торговли Украины;
- Май 2017. Визит на Украину председателя Сената Колумбии Маурисио Лисканы;
- 24 сентября 2019. Встреча министра иностранных дел Украины Вадима Пристайко с министром иностранных дел Колумбии Карлосом Холмсом Трухильо на сессии ГА ООН в Нью-Йорке. В ходе встречи было подписано Соглашение между Кабинетом министров Украины и Правительством Республики Колумбия о взаимном отмене визовых требований для предъявителей обычных паспортов и других проездных документов. Соглашение вступило в силу 17 апреля 2020 года.

## Торгово-экономическое сотрудничество
В 2019 объём двусторонней торговли между Украиной и Колумбией составил 112,576 млн $. Объём экспорта Украины составил 31,385 млн $, импорт — 81,191 млн $. Отрицательное для Украины сальдо составило 49,806 млн $.
В 2019 объём двусторонней торговли услугами между странами составил 687,7 тыс. $. Экспорт украинских услуг составил 463 тыс. $, импорт — 224,7 тыс. $. Значительная часть украинского экспорта приходится на деловые услуги и услуги, связанные с путешествиями.
В 2020 объём торговли между Украиной и Колумбией составил 80,952 млн $. Украинский экспорт составил 29,672 млн $, а импорт колумбийской продукции составил 51,280 млн $. Отрицательное для Украины сальдо составило 21,608 млн $.
Основу украинского экспорта составляют: чёрные металлы (85,6 %); изделия из чёрных металлов (4,3 %); ядерные реакторы, котлы, машины (3,1 %); фотографические и оптические приборы и аппараты (2,5 %); фармацевтическая продукция (1,9 %).
Основу украинского импорта составляют: съедобные плоды и орехи (46,1 %); минеральные топлива, нефть и продукты её перегонки (26,7 %); кофе, чай (11,1 %); шкуры (3,4 %); живые деревья и другие растения (3,3 %); чёрные металлы (2,8 %) разнообразная химическая продукция (2,5 %); пластмассы, полимерные материалы (1,3 %).
В 2019 учебном году в высших учебных заведениях Украины обучалось 14 граждан Колумбии.

## Дипломатические представительства
Посольство Украины в Перу аккредитовано в Колумбии.